# Ховард, Рон
Ро́нальд Уи́льям (Ро́н) Хо́вард (встречается вариант Хоуард; англ. Ronald William «Ron» Howard; род. 1 марта 1954 года, Дункан) — американский кинорежиссёр, продюсер, сценарист и актёр, двукратный обладатель премии «Оскар».
Наиболее известные фильмы режиссёра: «Аполлон-13», «Нокдаун», «Гонка», «Игры разума», а также экранизации книг Дэна Брауна «Код да Винчи», «Ангелы и демоны» и «Инферно».

## Биография и карьера
Самую первую роль Рон Ховард «сыграл» в возрасте 18 месяцев в вестерне «Женщина с границы». Прославился же он, исполнив главную роль в молодёжной комедии Дж. Лукаса «Американские граффити» (1973). Также известен по роли в сериале «Счастливые дни». Режиссёрским и сценарным дебютом Ховарда стал фильм «Большая автокража» (1977), после которого он снял несколько телефильмов. Ховард получил известность как режиссёр в 1982 году за фильм «Ночная смена».
Рон Ховард — режиссёр множества популярных кинофильмов. В 1991 году он стоял во главе создания ставшей знаменитой драмы «Огненный вихрь», номинированной на премию «Оскар» в 3 категориях. В фильме сыграли Роберт Де Ниро, Курт Рассел и Уильям Болдуин. Затем он взялся за приключенческую драму «Далеко-далеко» с Томом Крузом и Николь Кидман.
В 1996 году Ховард работал над триллером «Выкуп». В фильме сыграли такие актёры, как Мел Гибсон, Рене Руссо, Гэри Синиз и Дельрой Линдо.
Ховард стал режиссёром исторического фильма о неудачной лунной миссии корабля «Аполлон-13», завоевавшего две премии «Оскар» (в категориях «Лучший звук» и «Лучший монтаж») с Томом Хэнксом, Кевином Бейконом и Эдом Харрисом в главных ролях. Картина позже была перевыпущена в формате IMAX.
С 2000 года Ховард в качестве режиссёра работал над такими знаменитыми фильмами, как «Гринч — похититель Рождества» с Джимом Керри, «Игры разума» и «Нокдаун» с Расселом Кроу, основанном на биографии боксёра Джеймса Брэддока.
Снял три фильма «Код да Винчи», «Ангелы и демоны» и «Инферно» по книгам Дэна Брауна. Главную роль в этих трех картинах исполнил Том Хэнкс.
Стоял во главе съемочной группы политической драмы «Фрост против Никсона». Фильм был номинирован на «Оскар» в пяти категориях, включая «Лучший фильм года».
Среди последних художественных картин, над которыми работал Рон Ховард как режиссёр — «Гонка» с Крисом Хэмсвортом и Дэниэлем Брюлем. Драма основана на реальных событиях, и рассказывает о соперничестве двух гонщиков Формулы-1. В 2014 году фильм отметили двумя номинациями на «Золотой глобус» (в том числе в категории «Лучший фильм»), а также наградой Британской академии за «Лучший монтаж».
В 2015 году был выпущен в прокат фильм Рона Ховарда «В сердце моря», а в 2018-м — космический вестерн «Хан Соло. Звёздные войны: Истории».
24 ноября 2020 года на Netflix вышел фильм «Элегия Хиллбилли». Экранизация автобиографической книги Джей Ди Вэнса. Фильм получил негативную оценку критиков, но был хорошо принят зрителями, получив 83 % одобрения пользователей на сайте Rotten Tomatoes.
Рон Ховард снял также 3 документальных фильма (все они рассказывают о музыкантах/ музыке): «Сделано в Америке» (2013) — о рэпере Джей Зи и его музыкальном фестивале «Budweiser», «The Beatles: Восемь дней в неделю — Годы гастролей» (2016) и «Паваротти». Последний, «Паваротти», вышел в российский прокат 25 июля 2019 года.

## Личная жизнь
В 1975 году Ховард женился на однокласснице Шерил Элли. У них четверо детей: Брайс Даллас Ховард (род. 2 марта 1981; стала известной актрисой и режиссёром, номинировалась на «Золотой глобус»), Джоселин Карлайл Ховард и Пэйдж Карлайл Ховард (близнецы; род. 1985) и единственный сын Рид Кросс Ховард (род. 1987). Средние имена дочерей режиссёра обозначают место их зачатия: Брайс в Далласе, штат Техас, близнецы Джоселин и Пэйдж в отеле «Карлайл», а Рид из-за одноимённой лондонской улицы.

## Фильмография
См. статью: Фильмография Рона Ховарда

## Песни, спетые Ховардом на экране
| Год  | Песня                           | Фильм / Сериал           |
| ---- | ------------------------------- | ------------------------ |
| 1961 | Tippy-Top                       | Сериал Главный телетеатр |
| 1961 | Tippy And Me                    | Сериал Главный телетеатр |
| 1962 | Gary, Indiana                   | Фильм Музыкант           |
| 1962 | Cindy                           | Сериал Шоу Энди Гриффита |
| 1963 | The Crawdad Song                | Сериал Шоу Энди Гриффита |
| 1963 | Toot, Toot, Tootsie (Goo' Bye!) | Сериал Шоу Энди Гриффита |
| 1963 | Ol' Dan Tucker                  | Сериал Шоу Энди Гриффита |
| 1974 | My Country, Tis of Thee         | Сериал Счастливые дни    |
| 1974 | All Shook Up                    | Сериал Счастливые дни    |
| 1974 | Row, Row, Row Your Boat         | Сериал Счастливые дни    |
| 1975 | Glory Glory                     | Сериал Счастливые дни    |
| 1975 | Blueberry Hill                  | Сериал Счастливые дни    |
| 1976 | Maple Leaf Rag                  | Фильм Самый меткий       |
| 1977 | Faith Of Our Fathers            | Сериал Счастливые дни    |
| 1977 | John Jacob Jingleheimer Schmidt | Сериал Счастливые дни    |
| 1977 | Down By The Old Mill Stream     | Сериал Счастливые дни    |
| 1978 | Three Caballeros                | Сериал Счастливые дни    |
| 1979 | Top Banana                      | Сериал Счастливые дни    |

Кроме того:
- выпустил музыкальный сингл Give My Toy To The Boy Next Door / If Santa Fell в 1962 году, единственный в своей карьере;

- был одним из актёров озвучивания аудиокниги Story & Song Of The Haunted Mansion, вышедшей в 1969 году.

## Награды и номинации
| Год   | Работа                            | «Оскар»   | «Оскар» | BAFTA     | BAFTA  | «Золотой глобус» | «Золотой глобус» |
| Год   | Работа                            | Номинаций | Наград  | Номинаций | Наград | Номинаций        | Наград           |
| ----- | --------------------------------- | --------- | ------- | --------- | ------ | ---------------- | ---------------- |
| 1982  | Ночная смена                      |           |         |           |        | 1                |                  |
| 1984  | Всплеск                           | 1         |         |           |        | 1                |                  |
| 1985  | Кокон                             | 2         | 2       |           |        | 1                |                  |
| 1988  | Уиллоу                            | 2         |         |           |        |                  |                  |
| 1989  | Родители                          | 2         |         |           |        | 1                |                  |
| 1991  | Огненный вихрь                    | 3         |         | 1         |        |                  |                  |
| 1994  | Газета                            | 1         |         |           |        |                  |                  |
| 1995  | Аполлон-13                        | 9         | 2       | 5         | 2      | 4                |                  |
| 1996  | Выкуп                             |           |         |           |        | 1                |                  |
| 2000  | Гринч — похититель Рождества      | 3         | 1       | 1         | 1      | 1                |                  |
| 2001  | Игры разума                       | 8         | 4       | 5         | 2      | 6                | 4                |
| 2005  | Нокдаун                           | 3         |         | 1         |        | 2                |                  |
| 2006  | Код да Винчи                      |           |         |           |        | 1                |                  |
| 2008  | Фрост против Никсона              | 5         |         | 6         |        | 5                |                  |
| 2013  | Гонка                             |           |         | 4         | 1      | 2                |                  |
| 2018  | Хан Соло. Звёздные войны: Истории | 1         |         |           |        |                  |                  |
| Всего | Всего                             | 39        | 9       | 23        | 6      | 26               | 4                |

- Премия «Оскар» в категории «Лучший фильм» («Игры разума»)
- Премия «Оскар» в категории «Лучшая режиссура» («Игры разума»)
- Национальная медаль США в области искусств (2003)